# @パレッテ!
＠パレッテ!（英: ＠Palette!）は、イオングループが神奈川県で展開する、ディスカウントストアの店舗ブランド。
本項では、同ブランドを運営するパレッテ株式会社についても記述する。

## 概要・特色
コンセプトは「未来型ディスカウントストア」で、特色としてイオングループでありながら、イオンのプライベートブランド・トップバリュはおいていない。そのためイオングループと感じない店である。
さらに、配置する商品を絞り込み配置し、鮮魚コーナーも少ない。

ユナイテッド・スーパーマーケット・ホールディングスが開発した、スマートフォンによる売場移動型セルフレジシステム「Scan&Go Ignica」を採用している。

## パレッテ株式会社
パレッテ株式会社（英: Palette! Co.,Ltd.）は、千葉県千葉市美浜区の幕張新都心に本社を置き、神奈川県でディスカウントストア「＠パレッテ!」を運営するイオングループの企業。

## 店舗
閉店した店舗
- 高座渋谷店 - 2020年12月5日に1号店として開店したが、2024年1月31日閉店。

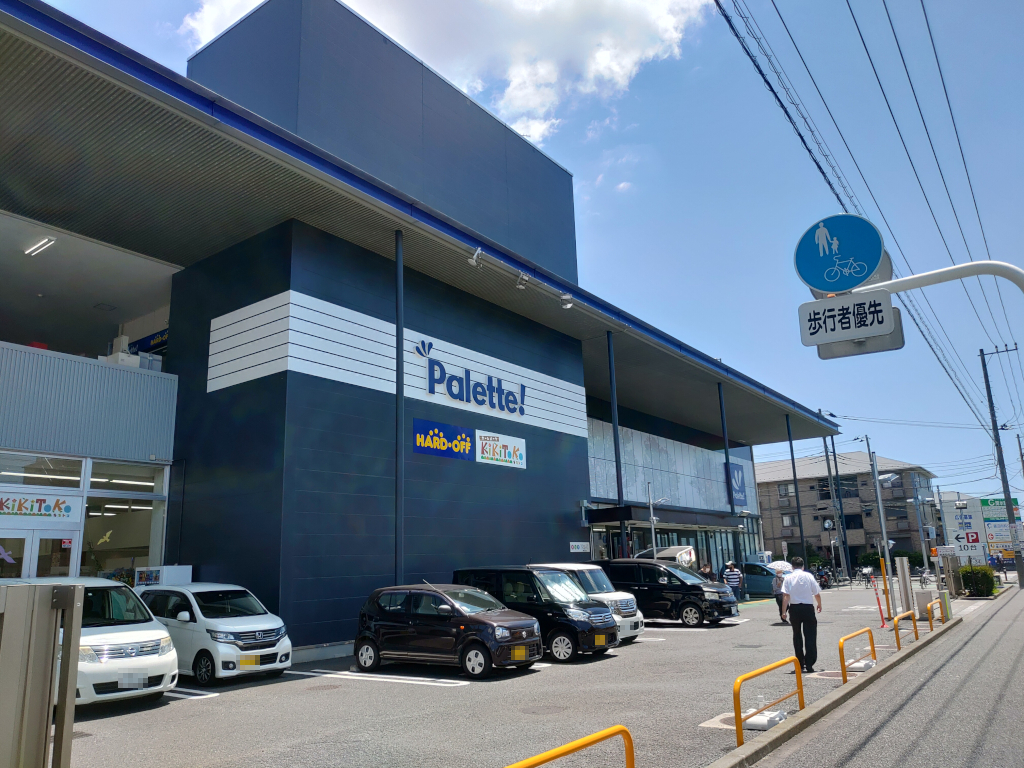
パレッテ高座渋谷店